# Krahës
Krahës là một xã trong quận Tepelenë thuộc hạt Gjirokastër, Albania. Dân số năm 2005 là 3742 người.